# Ristjärnarna (Vibyggerå socken, Ångermanland, 700422-161849)
Ristjärnarna är en sjö i Kramfors kommun i Ångermanland och ingår i Nätraån-Ångermanälvens kustområde.